# Don Easterbrook
Don J. Easterbrook (* 29. ledna 1935) je profesorem geologie na Western Washington University. Easterbrook je odpůrce teorie globálního oteplování, a vydal prohlášení kritizující Al Goreův film Nepříjemná pravda a teplotní projekce IPCC. Ten se objevil v New York Times.